# Pădurea Secu
Secu este o arie protejată de interes național ce corespunde categoriei a IV-a IUCN (rezervație naturală de tip forestier) situată în județul Neamț, pe teritoriul administrativ al orașului Bicaz.

## Localizare
Aria naturală cu o suprafață de 776,70 hectare se află la poalele Munților Ceahlău, în partea sud-vestică județului Neamț, pe teritoriul sud-estic al satului Secu în apropiera rezervației naturale Lacul Izvorul Muntelui.

## Descriere
Rezervația naturală Secu a fost declarată arie protejată prin Hotărârea de Guvern Nr.2151 din 30 noiembrie 2004 (privind instituirea regimului de arie naturală protejată pentru noi zone) și reprezintă o zonă împădurită de interes forestier, aflată în extremitatea estică a Ceahlăului.